# Кононенко Петро Петрович
Петро́ Петро́вич Кононе́нко (31 травня 1931, Марківці Бобровицького району Чернігівської області — 28 лютого 2024) — літературознавець, письменник, драматург, науковець-українознавець і громадський діяч. Доктор філологічних наук, професор.Віце-президент АН ВШ України (2007). Батько філософа Тараса Кононенка.

## Біографія
Закінчив Марківецьку семирічну й Заворицьку середню (Київської обл.) школи, філологічний факультет і аспірантуру Київського університету ім. Т. Г. Шевченка (1957 р.). У 1966 р. захистив кандидатську, у 1986 р. — докторську дисертації. Працював старшим викладачем кафедри історії української літератури (1957 р.), доцентом (1968 р.), професором (1988 р.) кафедри історії української літератури КДУ, завідувачем кафедри історії української літератури КДУ (1988—1996 рр.), деканом філологічного факультету Київського університету (1986—1991 рр.).
Був головою вченої та спеціалізованої рад з питань філології, редагував газету «Київський університет» та наукові вісники з питань філології, журналістики, історії. Брав участь у славістичних міжнародних конгресах, виступав з лекціями в Росії, Грузії, Польщі, Хорватії, Молдові, Німеччині, Канаді, США, Китаї, Тайвані, Данії та інших країнах.
У 1988 р. став ініціатором створення Українського національного гуманітарного ліцею (нині УГЛ Київського університету імені Тараса Шевченка), а на початку 90-х років — Української гімназії у Сімферополі.
Лауреат 1-ї премії Всесоюзного конкурсу «Кращий педагог і вчений» (1988 р.). 1990 р. заснував Міжнародну асоціацію «Інститут українознавства» (тепер «Україна і світове українство»).
Був серед засновників Республіканської (РАУ, віце-президент) та Міжнародної Асоціації Україністів, Конгресу української інтелігенції, заступником голови Української Ради Миру, членом правлінь Товариства «Україна і світ», Педагогічного товариства ім. Г. Ващенка, Колегії Головного управління освіти і науки Київської державної адміністрації, історичних товариств США і Москви.
У січні 1992 р. на чолі з Петро Кононенком розпочав роботу Інститут українознавства — нині визнаний у світі науково-освітній заклад, що органічно співпрацює з науково-педагогічними центрами всієї України, а також Австралії і Бразилії та Великої Британії, Росії, Грузії, Польщі і Латвії, Франції і Німеччини, Японії і Китаю, Словаччини, Болгарії й Казахстану, інших країн світу.
2011 року ініціював написання «листа української інтелігенції „на підтримку“ Віктора Януковича».

### Наукова діяльність
Утвердив українознавство як інтегративну науку та філософію виховання й освіти. У 1992 р. очолив новостворений Інститут українознавства — нині визнаний у світі науково-освітній заклад, що органічно співпрацює з науково-педагогічними центрами всієї України та багатьох країн світу.
Автор понад 30 монографічних видань, підручників і посібників для середньої та вищої школи, понад 600 статей, оглядів, рецензій, які перекладені українською, англійською, грузинською, болгарською, іспанською, німецькою, польською, російською, хорватською та ін. мовами.
Підготував понад 30 кандидатів і понад 10 докторів наук.

## Громадські та наукові посади
- директор Національного науково-дослідного інституту українознавства Міністерства освіти і науки України (1993—2013 р.)
- доктор філологічних наук, професор, заслужений працівник освіти України, відмінник народної освіти
- почесний доктор Тбіліського університету
- академік УВАН (Нью-Йорк, США), Міжнародної Слов'янської Академії Наук, Академії Наук Вищої Школи та Української Академії Наук (УАН)
- віцепрезидент АН ВШ України
- головний редактор журналу «Українознавство»
- голова Вченої ради Українського університету (м. Москва, Росія)
- президент Міжнародної асоціації «Україна і світове українство»
- член Української всесвітньої координаційної ради
- член Президій Української Ради Миру, Всеукраїнського Конгресу інтелігенції та товариства «Україна і світ»
- член Головної Ради Національної Спілки письменників України
- член Колегії Головного управління освіти і науки Київської міськдержадміністрації
- член Правління товариства «Знання України»
- член історичних товариств США та Москви, низки редколегій журналів і газет.

## Нагороди
Петро Кононенко удостоєний премій: Міжнародної — імені Й. Г. Гердера, ім. Володимира Великого, Ярослава Мудрого, Івана Огієнка, Олександра Білецького та ін., нагороджений Орденом Пошани, орденом «Почесна відзнака Президента», орденом «Знак пошани» Київського міського голови, орденом «Святого Володимира» та 1000-ліття християнства, медалями товариства «Просвіта», товариства «Україна і світ», грузинською медаллю ім. Патіашвілі.